# Pryčhledy
Pryčhledy jsou zaniklá vesnice v katastrálním území obcí Bítouchov nebo Hrdlořezy v okrese Mladá Boleslav.

## Historie
Jednalo se o ves příslušející ke zvířetickému panství, pustou již v roce 1465.

## Lokalizace
Podle Josefa Šimáka stála vesnice na místě současného Malého Bítouchova, kde je v roce 1636 zmiňována poloha „na pryčhledích“.
Regionální historik Vladimír Bednář lokalizuje ves blíže k obci Hrdlořezy, do sousedství pozůstatků nedatovaného hradiště Předliška.